# Мухаммад-бей I
Мухаммад-бей I (араб. محمد باي المرادي; д/н — 14 жовтня 1696) — 5-й бей Тунісу в 1675—1679 і 1686—1696 роках.

## Життєпис

### Перше панування
Походив з роду Мурадидів. Старший син Мурада II, бея і паши Тунісу, та доньки Юсуф-дея. Про молоді роки обмаль відомостей. 1675 року після смерті батька отримав титул бея. Втім через декілька тижнів диван призначив його стрийка Мухаммада аль-Хафсі, головою яничар, що ослабила владу нового бея. Проте той змусив стрийка залишити Туніс.
Невдовзі проти Мухаммад-бея виступив його брат Алі, що спочатку втік до Костянтини (частини Алжирського намісництва), де зібрав арабські й берберські племена. За цим Алі захоплює Туніс, де оголошує себе беєм. Мухаммад-бей втік до Кайруану. Зібравши військо виступив проти Алі-бея, але 1677 року в битві біля Ель-Керімі (неподалік міста Ель-Фахс) зазнав поразки від Алі. Мухаммад опинився в облозі в Кайруані. Його врятувало прибуття стрийка Мухаммад аль-Хафі з османським військом. Облогу було знято. 1679 року за посередництва алжирського дея Мухаммада Тріка укладено договір, за яким Алі залишався беєм, Мухаммад втрачав титул бея, але отримував титул каїда й управління внутрішніми санджаками, стрийко Мухаммад аль-Хафсі став пашею Тунісу.

### Боротьба за владу
1682 року змовився зі стрийком проти брата Алі. Їх також підтримав дей Мухаммад Табак. Проте змову було викрито, внаслідок чого Мухаммада аль-Хафсі відправлено до Стамбулу, а брати знову почали війну між собою. У відповідь диван обирає новим деєм Ахмада Челебі, який призначає беєм свого малюка Мехмеда Манута. В свою чергу брати-Мурадиди укладають перемир'я, після чого отримують допомогу від алжирського дея Гусейна Меццоморто. 1686 року їх війська захопили Туніс. За підозрою у змові брата Алі з алжирцями, Мухаммад наказав вбити брата, відновившись як бей і паша Тунісу.

### Друге панування
Багато став приділяти уваги відновленню бейліка, що постраждав внаслідок боротьбу за владу. 1690 року було зведено міст між через річку Меджерда в місті Тебурба. 1692 року за його наказом в столиці Туніс зведено мечеть Мухаммад-бея (нині більш відома як мечеть Сіді-Махрез), побудовану за зразком мечетей Стамбула з великим центральним куполом. Також проведено численні будівельні роботи в Бежи, Ель-Кефі, Гафсі, Таузарі і Габесі.
Втім важливою проблемою весь час другого правління Мухаммада залишалося присутні Мухаммад ібн Чекера, очільника берберів північного заходу, який був васалом алжирського дея. Спроба перетягнути його на свій бік не вдалася. Проте невдовзі бей зміг дискредитувати Ібн Чекера, який відступив до Алжиру. Там він намовив дея Хаджи Шабана напасти на Туніс, завдавши у битві біля м. Кеф поразки військам Мухаммад-бея. Невдовзі бей опинився в облозі у власній столиці. Після тривалої облоги 12 листопада 1694 року Туніс було захоплено й пограбовано. Сам Мухаммад-бей втік до Кайруану.
Отримав підкріплення від османського дивану мухаммад-бей перейшов у наступ. Спочатку 1 травня 1695 року в битві біля Кайруану завдав поразки Мухаммаду ібн Чекеру. Потім стрімко рушив до столиці Туніс, яку зайняв 5 травня. Населення стратило дея Мухаммада татара, що підтримував алжирців. Решту життя мухаммад-бей присвятив відбудові столиці.
Помер 1696 року. Поховано в родинній гробниці біля мечеті Хаммуди-паши в Тунісі. Йому спадкував брат Рамдан.